# Le Monde de Loonette
Le Monde de Loonette (The Big Comfy Couch) est une série télévisée pour enfants canadienne en cent épisodes de 25 minutes réalisée par Wayne Moss et Robert Mills, produite par Robert Mills et Cheryl Wagner, et diffusée entre le 2 mars 1992 et le 27 décembre 1996 sur YTV, puis du 4 mars 2002 au 29 décembre 2006 sur Treehouse TV.
Au Québec, elle a été diffusée à partir du 1er septembre 1997 sur Canal Famille, se poursuivant sur Vrak en 2001. 

## Synopsis
Loonette le Clown vit avec sa poupée, Molly, sur un énorme canapé. Les épisodes sont généralement axés sur un thème ou une leçon. Par exemple, la saison 3, dans l'épisode Pleine de vie, a exploré les concepts de « plein » et de « vide ».
Chaque épisode contient plusieurs éléments communs. Au début de chaque épisode, Loonette fait un exercice de routine, qui se nomme « l'horloge », et vers la fin elle fait le nettoyage de sa maison qui se nomme « 10 secondes pour tout ranger ». Si toutefois, il n'y a pas de gâchis, il est alors appelé « le double 10 secondes pour tout ranger » (où Loonette doit faire un gâchis et le nettoyage après). Si le dégât est déjà nettoyé, puis il est appelé le « 10 secondes rigolos pour tout ranger » (où Loonette doit être stupide pour 10 secondes). Si Loonette n'a pas fait de dégâts, mais Molly oui, c'est alors à Molly de faire le « 10 secondes pour tout ranger » avec l'aide de Loonette. Autre élément souvent répété est la lecture d'une histoire pour Molly qui est dans un livre. Pendant la lecture, Loonette porte une grande paire de lunettes et doit allumer les lumières pour mieux voir.
Plus tard dans la saison 7, elle peut aller à « Clown ville », mais bien sûr avant elle va dans le jardin de Grand-Mère gourmandise, là elle rencontre Mistigriffe, le chat de grand-mère Gourmandise et Martin Malcoiffé le livreur de courrier, qui se déplace sur un monocycle. Tous les épisodes se terminent que Loonette et Molly doivent dormir et de rappeler aux spectateurs les règles relatives à l'épisode d'aujourd'hui, dans la saison 7 Loonette et Molly jouent le jeu de rêve et Molly doit donner une lettre dont son rêve va commencer.
Loonette a aussi une petite maison de poupée dans lequel elle a imaginé les aventures de "La famille farfelue". D'abord comme une poupée de taille familiale, dans l'imagination de Loonette ils deviennent une famille de taille régulière des clowns, dont les actions ont été présentées à haute vitesse et avec un fond musical dans le style des vieux films muets. Les Farfelu (mère, père et fils) et qui ne parlent pas. il y a aussi les limi poussières qui vivent sous le canapé, seul Molly voit ces bêtes, Loonette ne croit pas vraiment à ce genre de bêtes.

## Distribution

### Voix originales
- Loonette : Alyson Court puis Ramona Gilmour-Darling
- Molly : Bob Stutt
- (Major Bedhead) : Fred Stinsen Paul Mccoy
- (Granny Garbanzo) : Grindl Kuchirka London Long Wheeler
- (Auntie Macassar) Taborah Johnson
- (Uncle Chester) Edward Knuckles
- Wobbly
- (Dustbunny) 
  - Fuzzy
  - Wuzzy
- (The Foley Family)

### Voix québécoises
- Loonette : Camille Cyr-Desmarais
- Martin Mal-coiffé : Sylvain Hétu
- Grand-mère Gourmandise : Natalie Hamel-Roy
- Fuzzy : Élise Bertrand
- Wuzzy : Daniel Lesourd

Le générique est interprété par Camille Cyr-Desmarais.
 Source et légende : version québécoise (VQ) sur Doublage.qc.ca

## Épisodes

### Bilingue

#### Première saison (1992)
1. Pie in the Sky
2. Knit One Twirl Too
3. Scrub-a-Dub
4. Gesundheit
5. Pinch To Grow an Inch
6. All Aboard for Bed
7. Flippy Floppy Fun
8. Ping Pong Polka
9. Red Light, Green Light
10. Snug as a Bug
11. Something's Fishy Around Here
12. Upsey Downsey Day
13. Funny Faces

#### Deuxième saison (1993)
1. Babs in Toyland
2. Wobbly
3. Jump Start
4. Juggling the Jitters
5. Wrong Side of the Couch
6. 1-2-3 Dizzy Dizzy Me
7. This Little Piggy
8. Hoopla
9. I Feel Good
10. Feast of Fools
11. Rude-I-Culous
12. Make It Snappy
13. Boomerang

#### Troisième saison (1994)
1. Give Yer Head a Shake
2. Monkey See Monkey Do
3. It's About Time
4. Horsing Around
5. Clownus Interruptus (Wait Your Turn)
6. Why?
7. Sticks and Stones
8. Hiccups
9. Pants on Fire
10. All Over and Under
11. All Fall Down
12. Traveling Papers
13. Full of Life

#### Quatrième saison (1995)
1. Backwards!
2. Swing-a-Ling
3. Picky Eaters
4. Forty Winks
5. Spare Some Change
6. One Step at a Time
7. Stuck in the Muck
8. Gimme Gimme Never Gets
9. Are You Ready for School?
10. Where Do Clowns Come From?
11. Hit Parade
12. Enough Already!
13. Comfy and Joy (spécial Noël)

#### Cinquième saison (1996)
1. Bad Hair Day
2. Nothing To Do
3. Clownvitations
4. Earth to Loonette
5. Clothes Make the Clown
6. One Potato Two Potato
7. Lettuce, Turnip and Pea
8. The Big Brain Drain
9. Time for Molly
10. You're a Gem!
11. Gizmo Shmizmo
12. Don't Tell
13. See Ya in My Dreams
14. Lost and Clowned
15. Button Up!

### Anglais

#### Sixième saison (2002)
1. Clowning in the Rain
2. Scaredy Cat!
3. Growing Pains
4. The Big Bang Boom
5. Between the Covers
6. Fancy Dancer
7. Ain't it Amazing, Gracie?
8. It’s the Thought that Counts
9. Donut Let it Get You Down
10. Going Up
11. Cool It!

#### Septième saison (2006)
1. Apple of My Eye
2. Fibberish Gibberish
3. Dat's Da Law!
4. Rub-A-Dub
5. Floppy!
6. Clown with a Frown
7. Upside Down Clown
8. Slow Down, Clown!
9. The Clown Promise
10. Lost & Found Clowns
11. Phony Baloney
12. Popcorn-Y
13. Peek-a-Boo!
14. Ready, Steady, Go!
15. Happy Mirthday, Granny!
16. Ouch!
17. Clown in the Round
18. Big Blow Hard
19. Freeze, Please!
20. Shh, Shh, Shh, Quiet!
21. Molly's Bellybutton
22. Just Purrfect